# Vanišovec
Vanišovec este o arie protejată (arie specială de conservare — SAC, sit de importanță comunitară — SCI) din Slovacia întinsă pe o suprafață de 196,84 ha, integral pe uscat.

## Localizare
Centrul sitului Vanišovec este situat la coordonatele 48°36′48″N 17°08′45″E / 48.61326°N 17.14587°E.

## Înființare
Situl Vanišovec a fost declarat sit de importanță comunitară în aprilie 2004 pentru a proteja 10 specii de animale. Situl a fost protejat și ca arie specială de conservare în martie 2004.

## Biodiversitate
Situată în ecoregiunea panonică, aria protejată conține 5 habitate naturale: Mlaștini turboase de tranziție și turbării mișcătoare, Păduri acidofile de stejar bătrân cu Quercus robur pe câmpii nisipoase, Păduri stepice euro-siberiene cu Quercus spp., Lacuri și iazuri distrofice naturale, Mlaștini împădurite.
La baza desemnării sitului se află mai multe specii protejate:
- păsări (4): stârc de noapte (Nycticorax nycticorax), corcodel mare (Podiceps cristatus), mărăcinar negru (Saxicola torquatus), guguștiuc (Streptopelia decaocto)
- mamifere (2): liliac cârn (Barbastella barbastellus), liliac comun (Myotis myotis)
- nevertebrate (4): croitorul mare al stejarului (Cerambyx cerdo), Cucujus cinnaberinus, libelule (Leucorrhinia pectoralis), rădașcă (Lucanus cervus)

Pe lângă speciile protejate, pe teritoriul sitului au mai fost identificate 7 specii de plante, 8 specii de amfibieni, 4 specii de mamifere, 36 de specii de nevertebrate, 3 specii de reptile.